# Alan of Garmoran

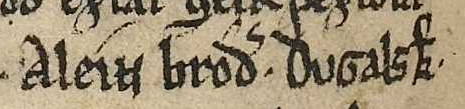
Der Name Alans in einem Manuskript aus dem 14. Jahrhundert

Alan of Garmoran (auch Alan Macruarie; Ailéan mac Ruaidhrí, Alan, Son of Ruairi oder Alan MacRuaridh) († nach 1284) war ein schottischer Adliger.

## Herkunft und Unterstützer seines Bruders Dugald
Alan entstammte der Familie Macruarie. Er war ein jüngerer Sohn von Ruairi, King of the Isles. Nach dem Tod seines Vaters 1247 unterstützte er offenbar loyal seinen Bruder Dugald, der als Lord of Garmoran das Erbe seines Vaters antrat. Dugald wurde schließlich von ihrem Oberherrn, dem norwegischen König Håkon IV., der Rang eines Unterkönigs der Inseln zugebilligt. Nach irischen Annalen heiratete eine namentlich nicht genannte Schwester von Alan 1259 den irischen Kleinkönig Aed O Conchobair. Sie erhielt als Mitgift von ihrem Vater 160 Krieger von den westschottischen Inseln, die unter dem Kommando von Alan in Irland kämpften.

## Rolle im Norwegisch-Schottischen Krieg
Als es 1263 zum Krieg zwischen Norwegen und Schottland um den Besitz der westschottischen Inseln kam, führte der norwegische König eine Flotte nach Schottland. Dugald und Alan schlossen sich bereitwillig der norwegischen Flotte an. Zusammen mit Dugald führte Alan einen Teil der norwegischen Flotte, die im August oder September 1263 über Loch Long einen Angriff auf die Region um Loch Lomond führte. Beim Rückzug der norwegischen Flotte im Oktober 1263 übergab ihm der norwegische König die Besitzungen von Ewen of Lorn, der den Feldzug des norwegischen Königs nicht unterstützt hatte. Nach dem Rückzug der Norweger führten die Schotten 1264 zerstörerische Angriffe gegen die verbliebenen Unterstützer der Norweger auf den westschottischen Inseln. Dugald flüchtete ins norwegische Exil, während sich Alan dem schottischen König unterwarf. Im Frieden von Perth trat der norwegische König Magnus VI. 1266 die westschottischen Inseln an Schottland ab.

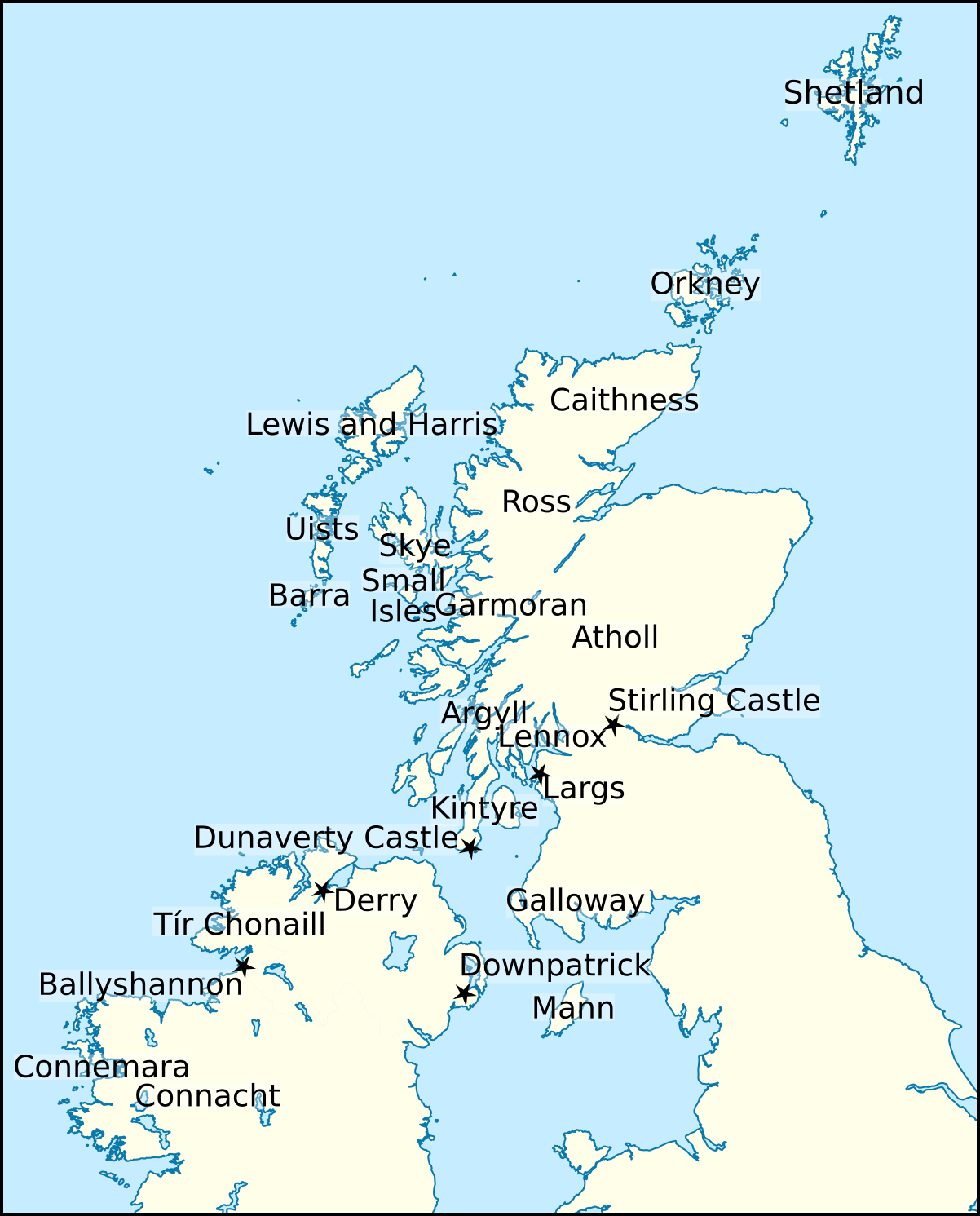
Karte von Schottland und der westschottischen Inseln

## Rolle als schottischer Baron
Alan musste sich dem schottischen König Alexander III. unterwerfen und ihn als seinen Lehnsherrn anerkennen. Im Gegenzug durfte er die Herrschaft über die Besitzungen seines Bruders, vor allem über das Garmoran genannte Gebiet zwischen Ardnamurchan und Glenelg und über die Inseln von Uist behalten. Fortan gehörte er zu den schottischen Magnaten, auch wenn er und die anderen Barone der westschottischen Inseln immer noch eine gesonderte Stellung hatten. 1275 war er einer der Führer der Truppen, die die Rebellion von Gottfried Magnuson auf der Isle of Man niederschlugen. 1284 nahm er an dem Parlament des Königs in Scone teil, das die Thronfolge von Margarete von Norwegen anerkannte.

## Nachkommen
Der Name von Alans Frau ist unbekannt, doch er hatte mindestens eine eheliche Tochter, Christina, die seine Erbin wurde. Sie heiratete Duncan, einen jüngeren Sohn von Donald, Earl of Mar. Daneben hatte Alan mindestens zwei uneheliche Söhne:
- Lachlan Macruarie († nach 1306)
- Ruairi Macruarie († unsicher: 1318)